# Stef Vanhaeren
Stef Vanhaeren (ur. 15 stycznia 1992 w Brasschaat) – belgijski lekkoatleta specjalizujący się w biegu na 400 metrów przez płotki. 
Międzynarodową karierę zaczynał od zdobycia w 2009 roku złotego medalu letniego olimpijskiego festiwalu młodzieży Europy (na tych zawodach wywalczył także brąz w sztafecie 4 x 100 metrów). W 2010 startował na mistrzostwach świata juniorów (6. miejsce) oraz mistrzostwach Europy (dotarł do półfinału). Podczas juniorskich mistrzostw Europy w Tallinnie (2011) zdobył srebro w biegu przez płotki oraz wraz z partnerami z reprezentacji zajął szóstą lokatę w biegu rozstawnym 4 x 400 metrów. W 2013 startował na młodzieżowych mistrzostwach Europy w Tampere, na których zdobył srebro w sztafecie 4 × 400 metrów, a indywidualnie odpadł w eliminacjach 400 metrów przez płotki.
Wielokrotny mistrz i rekordzista kraju w juniorskich kategoriach wiekowych na różnych dystansach.
Rekord życiowy: 50,01 (24 lipca 2011, Tallinn).